# Matsucoccus electrinus
Matsucoccus electrinus är en insektsart som beskrevs av Koteja 1984. Matsucoccus electrinus ingår i släktet Matsucoccus och familjen pärlsköldlöss. Inga underarter finns listade i Catalogue of Life.